# 流星角
54°26′S 3°29′E / 54.433°S 3.483°E
流星角（德語：Kap Meteor），是南極洲的海岬，位於鮑威特島西北部，在1898年由德國探險隊以海洋調查船流星號命名，該海岬由挪威的南極領地管轄。